# Rupi's Dance
Rupi's Dance (2003) je sólové album Iana Andersona, vedoucího skupiny Jethro Tull. Album bylo vydáno téměř ve stejnou dobu jako sólové album kytaristy skupiny Jethro Tull Martina Barreho Stage Left.
Předchází též dalšímu řadovému albu Jethro Tull, The Jethro Tull Christmas Album.

## Obsazení
- Ian Anderson — zpěv, flétna, kytara

### Hostující hudebníci
- James Duncan - bicí
- David Goodier - kontrabas
- Leslie Mandoki - bicí, perkuse
- Laszlo Bencker - klávesy, Hammondovy varhany, mellotron, Moog-syntezátor
- Ossi Schaller - elektrická kytara, akustická kytara
- George Kopecsni - elektrická kytara, akustická kytara
- The Sturzc String Quartet
- John O'Hara - akordeon, klávesy
- Andrew Giddings - klávesy, baskytara

## Seznam stop
1. Calliandra Shade (The Cappuccino Song) – 5:02
2. Rupi’s Dance – 3:00
3. Lost In Crowds– 5:37
4. A Raft Of Penguins – 3:34
5. A Week Of Moments – 4:27
6. A Hand Of Thumbs – 4:02
7. Eurology – 3:14
8. Old Black Cat – 3:40
9. Photo Shop – 3:20
10. Pigeon Flying Over Berlin Zoo – 4:18
11. Griminelli’s Lament – 2:56
12. Not Ralitsa Vassileva – 4:45
13. Two Short Planks– 4:00
14. Birthday Card At Christmas – 3:37